# 피아트 시에나
피아트 시에나(Fiat Siena)는 피아트 팔리오의 4도어 세단형이다. 조선민주주의인민공화국에서는 평화자동차를 통해 휘파람이라는 이름으로 판매중이다.

## 1세대

### 시에나(1996년~2016년)

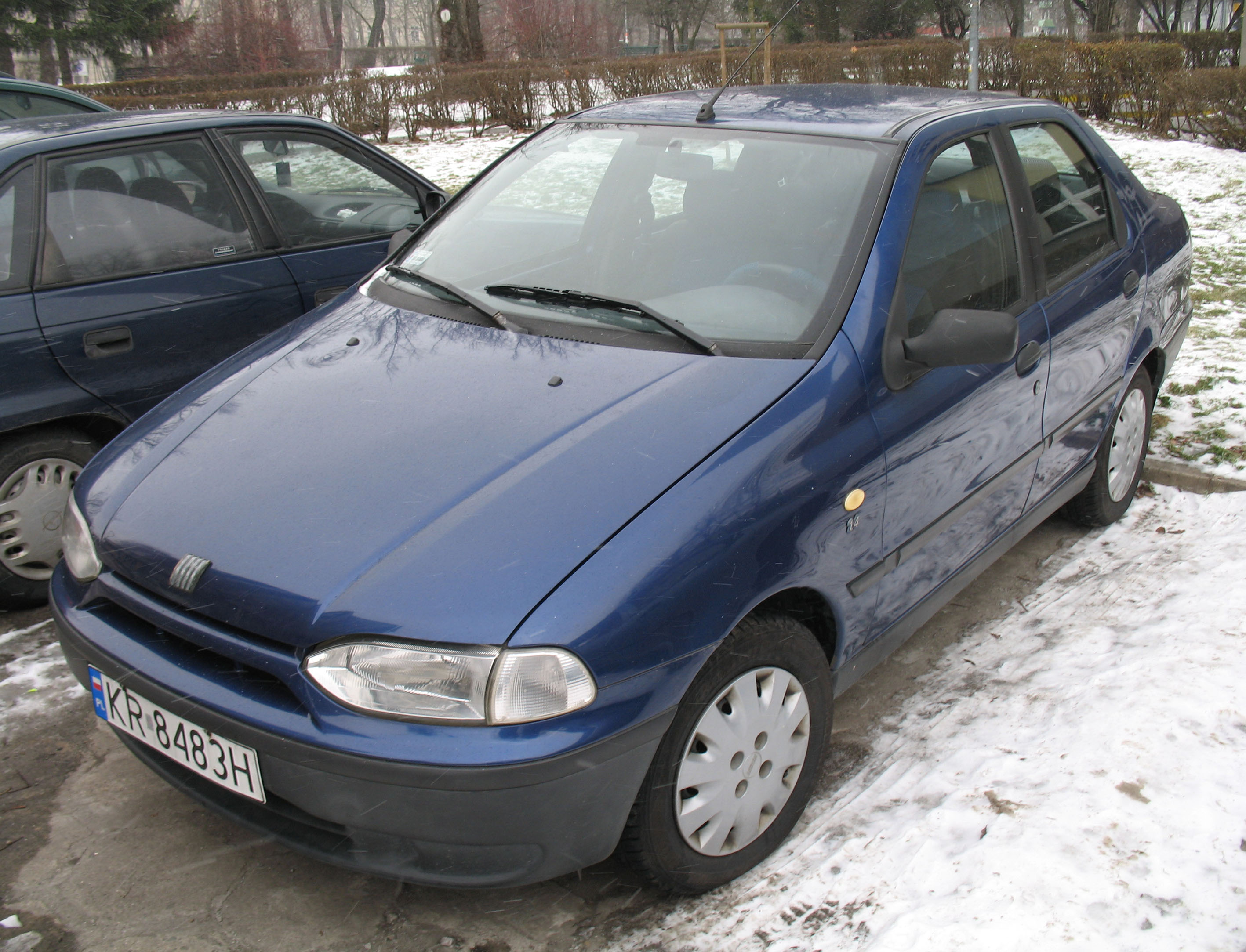
피아트 시에나 정측면

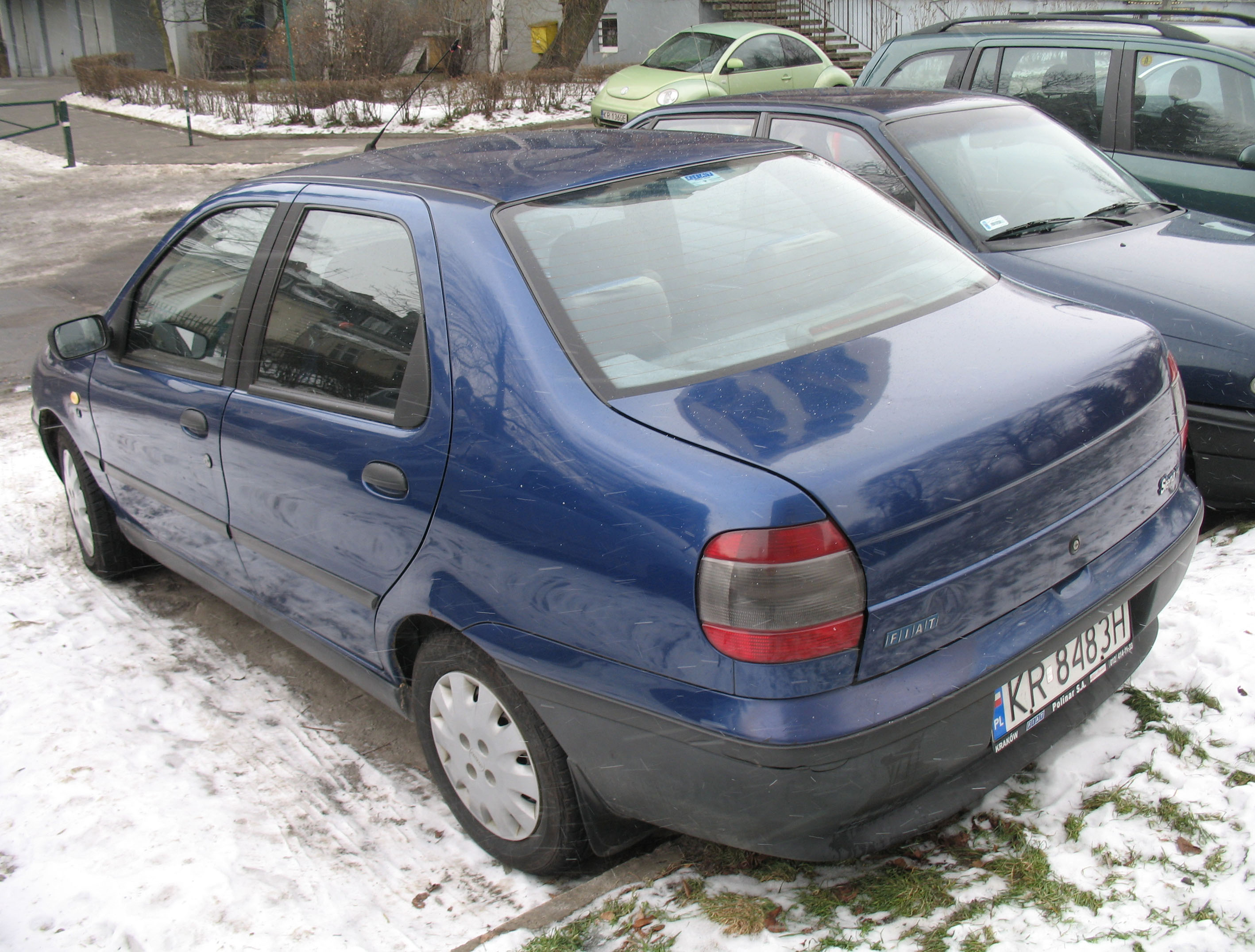
피아트 시에나 후측면

1996년 출시되었다.

## 2세대

### 그랜드 시에나(2012년~현재)

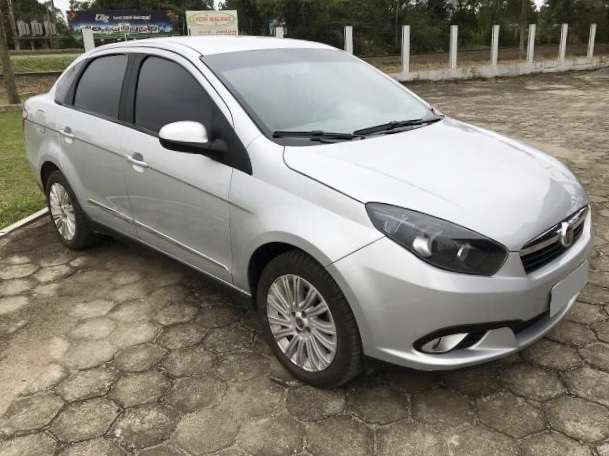
피아트 그랜드 시에나 정측면

2012년 출시되었다.